# Nigramma elongata
Nigramma elongata là một loài bướm đêm trong họ Noctuidae.